# Ronde van Spanje 2021/Derde etappe
De derde etappe van de Ronde van Spanje 2021 werd verreden op 16 augustus van Santo Domingo de Silos naar Espinosa de los Monteros. Het betrof een bergetappe over 202,8 kilometer.

## Verloop
Na een snel begin ontstond er een kopgroep van acht man met daarin Julen Amezqueta, Tobias Bayer, Jetse Bol, Lilian Calmejane, Joe Dombrowski, Kenny Elissonde, Antonio Soto en Rein Taaramäe. De kopgroep kreeg snel een voorsprong van negen minuten en leken daarom te strijden voor de etappezege en de leiderstrui. Ondanks hard werk van Bahrain-Victorious bleef de voorsprong groot genoeg om de kopgroep daarvoor te laten strijden op de meer dan lastige slotklim, de Picon Blanco (7,6 kilometer à 9,3%). 
Voor de klim probeert Calmejane een voorgift te nemen, maar al snel wordt hij door de achtervolgers teruggepakt. Wat volgt is een afvalrace in de kopgroep. Op twee kilometer van de streep blijkt Taaramäe de beste en pakt zowel de etappe als de rode trui. De klassementsrenners hielden elkaar daarachter in een wurggreep; al moesten olympisch kampioen Richard Carapaz en Guillaume Martin tijd toegeven op hun concurrenten.

## Uitslag
| Santo Domingo de Silos – Espinosa de los Monteros (202,8 km) |                    |                                    |          |
| Plaats                                                       | Naam               | Ploeg                              | Tijd     |
| Winnaar                                                      | Rein Taaramäe      | Intermarché-Wanty-Gobert Matériaux | 5u16'57" |
| 2                                                            | Joe Dombrowski     | UAE Team Emirates                  | + 21"    |
| 3                                                            | Kenny Elissonde    | Trek-Segafredo                     | + 36"    |
| 4                                                            | Lilian Calmejane   | AG2R-Citroën                       | + 1'16"  |
| 5                                                            | Enric Mas          | Movistar Team                      | + 1'45"  |
| 6                                                            | Miguel Ángel López | Movistar Team                      | + 1'48"  |
| 7                                                            | Primož Roglič      | Team Jumbo-Visma                   | z.t.     |
| 8                                                            | Adam Yates         | INEOS Grenadiers                   | z.t.     |
| 9                                                            | Mikel Landa        | Bahrain-Victorious                 | z.t.     |
| 10                                                           | Giulio Ciccone     | Trek-Segafredo                     | z.t.     |
|                                                              |                    |                                    |          |
| 29                                                           | Wout Poels         | Bahrain-Victorious                 | + 2'17"  |
| 35                                                           | Mauri Vansevenant  | Deceuninck–Quick-Step              | + 2'42"  |

| Algemeen klassement |                    |                                    |          |
| Plaats              | Naam               | Ploeg                              | Tijd     |
| Rode trui           | Rein Taaramäe      | Intermarché-Wanty-Gobert Matériaux | 9u25'44" |
| 2                   | Kenny Elissonde    | Trek-Segafredo                     | + 25"    |
| 3                   | Primož Roglič      | Team Jumbo-Visma                   | + 30"    |
| 4                   | Lilian Calmejane   | AG2R-Citroën                       | + 35"    |
| 5                   | Enric Mas          | Movistar Team                      | + 45"    |
| 6                   | Miguel Ángel López | Movistar Team                      | + 51"    |
| 7                   | Alejandro Valverde | Movistar Team                      | + 57"    |
| 8                   | Giulio Ciccone     | Trek-Segafredo                     | z.t.     |
| 9                   | Egan Bernal        | INEOS Grenadiers                   | z.t.     |
| 10                  | Mikel Landa        | Bahrain-Victorious                 | + 1'09"  |
|                     |                    |                                    |          |
| 21                  | Mauri Vansevenant  | Deceuninck–Quick-Step              | + 1'52"  |
| 28                  | Wout Poels         | Bahrain-Victorious                 | + 2'16"  |

## Nevenklassementen
| Puntenklassement |                  |                                    |        |
| Plaats           | Naam             | Ploeg                              | Punten |
| Groene trui      | Jasper Philipsen | Alpecin-Fenix                      | 50     |
| 2                | Fabio Jakobsen   | Deceuninck–Quick-Step              | 50     |
| 3                | Alex Aranburu    | Astana-Premier Tech                | 50     |
| 4                | Rein Taaramäe    | Intermarché-Wanty-Gobert Matériaux | 33     |
| 5                | Lilian Calmejane | AG2R-Citroën                       | 30     |

| Bergklassement        |                 |                                    |        |
| Plaats                | Naam            | Ploeg                              | Punten |
| Bolletjestrui (blauw) | Rein Taaramäe   | Intermarché-Wanty-Gobert Matériaux | 10     |
| 2                     | Kenny Elissonde | Trek-Segafredo                     | 7      |
| 3                     | Joe Dombrowski  | UAE Team Emirates                  | 6      |
| 4                     | Tobias Bayer    | Alpecin-Fenix                      | 5      |
| 5                     | Sepp Kuss       | Team Jumbo-Visma                   | 3      |
|                       |                 |                                    |        |
| 8                     | Sep Vanmarcke   | Israel Start-Up Nation             | 2      |

| Jongerenklassement |                   |                       |          |
| Plaats             | Naam              | Ploeg                 | Punten   |
| Witte trui         | Egan Bernal       | INEOS Grenadiers      | 9u26'41" |
| 2                  | Gino Mäder        | Bahrain-Victorious    | + 13"    |
| 3                  | Aleksandr Vlasov  | Astana-Premier Tech   | + 16"    |
| 4                  | Rémy Rochas       | Cofidis               | + 54"    |
| 5                  | Mauri Vansevenant | Deceuninck–Quick-Step | + 55"    |
|                    |                   |                       |          |
| 31                 | Thymen Arensman   | Team DSM              | + 12'25" |

| Ploegenklassement |                    |           |
| Plaats            | Ploeg              | Tijd      |
|                   | UAE Team Emirates  | 28u19'20" |
| 2                 | Movistar Team      | + 22"     |
| 3                 | Bahrain-Victorious | + 50"     |
| 4                 | Trek-Segafredo     | + 1'14"   |
| 5                 | INEOS Grenadiers   | + 1'15"   |

## Opgaves
- Alexander Cataford (Israel Start-Up Nation): niet gestart vanwege een gebroken sleutelbeen opgelopen in de tweede etappe
- Frederik Frison (Lotto Soudal): opgave tijdens de etappe vanwege een zonnesteek

1e etappe ·
2e etappe ·
3e etappe ·
4e etappe ·
5e etappe ·
6e etappe ·
7e etappe ·
8e etappe ·
9e etappe ·
10e etappe ·
11e etappe ·
12e etappe ·
13e etappe ·
14e etappe ·
15e etappe ·
16e etappe ·
17e etappe ·
18e etappe ·
19e etappe ·
20e etappe ·
21e etappe
Startlijst · Eindstanden · Afbeeldingen